# Enånger
Enånger är en tätort, tillika kyrkort i Enångers socken i Hudiksvalls kommun, Gävleborgs län, Hälsingland. 
Enånger ligger längs europaväg 4, cirka 23 km söder om Hudiksvall.

## Historia
Under medeltiden växte ett kommersiellt centrum upp kring Enångers gamla kyrka och Enånger blev under en tid en viktig import- och exporthamn för bland annat salt, i och med att byarna och socknarna i Hälsinglands inland hade närmaste vägen till Enånger. En ny kyrka, Enångers nya kyrka, uppfördes på annan plats i orten 1858.

### Befolkningsutveckling
| Befolkningsutvecklingen i Enånger 1950–2020 | Befolkningsutvecklingen i Enånger 1950–2020 | Befolkningsutvecklingen i Enånger 1950–2020 | Befolkningsutvecklingen i Enånger 1950–2020 | Befolkningsutvecklingen i Enånger 1950–2020 |
| ------------------------------------------- | ------------------------------------------- | ------------------------------------------- | ------------------------------------------- | ------------------------------------------- |
|                                             |                                             |                                             |                                             |                                             |
| År                                          |                                             |                                             | Folkmängd                                   | Areal (ha)                                  |
| 1950                                        | 1950                                        |                                             | 455                                         |                                             |
| 1960                                        | 1960                                        |                                             | 540                                         |                                             |
| 1965                                        | 1965                                        |                                             | 557                                         |                                             |
| 1970                                        | 1970                                        |                                             | 550                                         |                                             |
| 1975                                        | 1975                                        |                                             | 543                                         |                                             |
| 1980                                        | 1980                                        |                                             | 636                                         |                                             |
| 1990                                        | 1990                                        |                                             | 639                                         | 134                                         |
| 1995                                        | 1995                                        |                                             | 690                                         | 135                                         |
| 2000                                        | 2000                                        |                                             | 650                                         | 130                                         |
| 2005                                        | 2005                                        |                                             | 652                                         | 132                                         |
| 2010                                        | 2010                                        |                                             | 642                                         | 131                                         |
| 2015                                        | 2015                                        |                                             | 643                                         | 163                                         |
| 2020                                        | 2020                                        |                                             | 607                                         | 156                                         |
|                                             |                                             |                                             |                                             |                                             |

## Samhället
Enånger är ett gammalt fiskeläge, som numera är båtklubb med restaurang och båtbyggarmuseum. I Enånger finns även en av världens sydligaste salterier för surströmming, Borkbo. Det agrara landskapet och den äldre bebyggelsen kring den gamla kyrkan är av riksintresse för kulturmiljövården.